# NGC 5950
NGC 5950 is een spiraalvormig sterrenstelsel in het sterrenbeeld Ossenhoeder. Het hemelobject werd op 21 juni 1882 ontdekt door de Franse astronoom Édouard Jean-Marie Stephan.

## Synoniemen
- UGC 9884
- MCG 7-32-21
- ZWG 222.20
- IRAS 15296+4036
- PGC 55305